# マット・ウインタース
マット・リトルトン・ウインタース（Matthew Littleton Winters , 1960年3月18日 - ）は、アメリカ合衆国ニューヨーク州バッファロー出身の元プロ野球選手（外野手）。

## 経歴

### MLB時代
1978年のMLBドラフト1巡目（全体24位）でニューヨーク・ヤンキースに指名され契約。
長いマイナーリーグ生活を経て、1989年にカンザスシティ・ロイヤルズでメジャー初昇格するが、その守備のお粗末さからか、なかなか昇格出来ずにいた。
カンザスのマイナー時代にメジャー経験がありながら生真面目な性格が原因で神経衰弱からくるトゥレット症候群を発症してアマチュアへとドロップアウトし、再起を賭けていたジム・アイゼンライクとチームメイトとなった。明るく快活なウィンタースとは正反対の性格だったが2人は仲良くなり、アイゼンライクが落ち込んだ時はウィンタースが励まし、ウィンタースが選手として壁にぶつかった時は経験豊富なアイゼンライクがアドバイスを行うようになった。その結果、アイゼンライクは症候群を克服してメジャーのレギュラーとなり、1990年には難病や困難に打ち勝った選手に贈られるトニー・コニグリアロ賞の第1回受賞者となった。

### ファイターズ時代
1990年に日本ハムファイターズに入団。その1990年のオープン戦は不振で、近藤貞雄監督からは「このままだと開幕は二軍スタート」と言われる。しかし、オープン戦最終戦で3安打を放ち開幕一軍を勝ち取ると、持ち前の長打力を発揮。打率は2割7分前後が主だったが、入団以来4年連続30本塁打以上と中心打者となる。しかし、在籍時にはパ・リーグにオレステス・デストラーデ（西武ライオンズ）、ラルフ・ブライアント（近鉄バファローズ）が在籍していたため、本塁打王を獲得することは出来なかった。
1994年は打率.260、22本塁打、81打点という成績だったが、日本ハムを退団して同年を最後に現役を引退。
引退後はマイナーリーグのコーチやスカウトを経て、北海道日本ハムファイターズ駐米スカウトを務めている。担当した選手はブランドン・レアードなどがいる。

## 人物
現役時代はプレー以外でもパフォーマンスでファンを沸かせた。彼自身、TBS『筑紫哲也ニュース23』のインタビュー中でも「野球はエンターテイメントであり、（プレーでもパフォーマンスでも）観客を喜ばせることこそ自分の仕事」と語っており、「踊る本塁打王」と呼ばれていた。なお、パフォーマンスの内容は以下のようなものであった。
- コスプレをして、相手チームのチアガールに混ざって踊る
  - 近鉄戦では相手チームのジム・トレーバーのユニフォームを借りて、トレーバーのコスプレ（黒髪の長髪とヒゲ・お腹に詰め物）をして踊った
  - ダイエー戦では、勝手にマイク・ラガのユニフォームを用意して、ラガのコスプレ（ハゲづら）で踊り、バットを持ったラガ本人に追いかけ回された
- 試合が雨でノーゲームになった時、パントマイムでホームランを放ち、ダイヤモンドを一周。マットの敷かれた本塁へ水しぶきをあげてヘッドスライディング
  - 西武戦で雨天中止となったとき、オレステス・デストラーデとユニフォームを交換し、デストラーデがウインタースの格好でヘッドスライディング後、デストラーデに扮したウインタースが出迎えるというコンビネタを披露した
- マジックを披露する
- ユニフォームを上下逆に着て逆立ちのフリをする
- 試合前に外野ファウルゾーン周辺を三輪自転車で軽快にサイクリング
- 試合前の打撃練習中にラジコンカーを走らせる（トレーバーも交っていた）
- 怪我でベンチを外れた試合で、東京ドームのライトスタンドからメガホンを持ってファンと声援を送る

ファンサービスとパフォーマンスを忘れないスタイルは多くのファンに好かれ、「踊るホームラン王」の愛称で親しまれた。大沢啓二監督もウインタースを気に入って、不動の4番として起用していた。引退後も来日すると必ず東京ドームの日本ハム戦に訪れ、ファンに混じり、何事もないようにスタンドに座っていることもあった。
明るく社交的であったが、敬虔なクリスチャンであり、試合前はロッカールームで静かに聖書を読んで心を落ち着かせているところを他の選手たちに目撃されている。バットのグリップエンドに背番号である「10」という数字が書かれていたが、その「0」の真ん中に「十」と描き込むほどの熱心な信者だった。

## 詳細情報

### 年度別打撃成績
| 年 度    | 球 団    | 試 合 | 打 席 | 打 数 | 得 点 | 安 打 | 二 塁 打 | 三 塁 打 | 本 塁 打 | 塁 打 | 打 点 | 盗 塁 | 盗 塁 死 | 犠 打 | 犠 飛 | 四 球 | 敬 遠 | 死 球 | 三 振 | 併 殺 打 | 打 率 | 出 塁 率 | 長 打 率 | O P S |
| -------- | -------- | ----- | ----- | ----- | ----- | ----- | -------- | -------- | -------- | ----- | ----- | ----- | -------- | ----- | ----- | ----- | ----- | ----- | ----- | -------- | ----- | -------- | -------- | ----- |
| 1989     | KC       | 42    | 122   | 107   | 14    | 25    | 6        | 0        | 2        | 37    | 9     | 0     | 0        | 0     | 1     | 14    | 1     | 0     | 23    | 3        | .234  | .320     | .346     | .665  |
| 1990     | 日本ハム | 127   | 543   | 468   | 73    | 130   | 21       | 1        | 35       | 258   | 97    | 3     | 1        | 0     | 2     | 68    | 9     | 5     | 98    | 15       | .278  | .374     | .551     | .925  |
| 1991     | 日本ハム | 130   | 546   | 472   | 57    | 127   | 24       | 0        | 33       | 250   | 84    | 3     | 1        | 0     | 2     | 71    | 9     | 1     | 97    | 11       | .269  | .364     | .530     | .894  |
| 1992     | 日本ハム | 120   | 503   | 426   | 70    | 120   | 21       | 1        | 35       | 248   | 79    | 1     | 0        | 0     | 1     | 75    | 9     | 1     | 77    | 12       | .282  | .390     | .582     | .972  |
| 1993     | 日本ハム | 130   | 557   | 460   | 78    | 114   | 14       | 0        | 35       | 233   | 87    | 5     | 8        | 0     | 3     | 90    | 7     | 4     | 124   | 10       | .248  | .373     | .507     | .880  |
| 1994     | 日本ハム | 130   | 556   | 466   | 68    | 121   | 23       | 2        | 22       | 214   | 81    | 0     | 4        | 0     | 1     | 89    | 2     | 0     | 112   | 18       | .260  | .378     | .459     | .837  |
| MLB：1年 | MLB：1年 | 42    | 122   | 107   | 14    | 25    | 6        | 0        | 2        | 37    | 9     | 0     | 0        | 0     | 1     | 14    | 1     | 0     | 23    | 3        | .234  | .320     | .346     | .665  |
| NPB：5年 | NPB：5年 | 637   | 2705  | 2292  | 346   | 612   | 103      | 4        | 160      | 1203  | 428   | 12    | 14       | 0     | 9     | 393   | 36    | 11    | 508   | 66       | .267  | .376     | .525     | .900  |

- 各年度の太字はリーグ最高

### 表彰
NPB
- 東京ドームMVP：1回 （1993年）

### 記録
NPB
- 初出場・初先発出場：1990年4月7日、対西武ライオンズ1回戦（西武ライオンズ球場）、4番・指名打者として先発出場
- 初安打・初本塁打・初打点：同上、4回表に渡辺久信から右越ソロ
- 100本塁打：1992年9月26日、対近鉄バファローズ24回戦（藤井寺球場）、5回表に野茂英雄から2ラン　※史上174人目
- 150本塁打：1994年6月26日、対オリックス・ブルーウェーブ15回戦（東京ドーム）、6回裏に高橋功一から3ラン　※史上98人目
- オールスターゲーム出場：2回 （1991年、1993年）

### 背番号
- 17 （1989年）
- 10 （1990年 - 1994年）